# Черноморец (канонерская лодка)
«Черноморец» — канонерская лодка Черноморского флота.

## История корабля

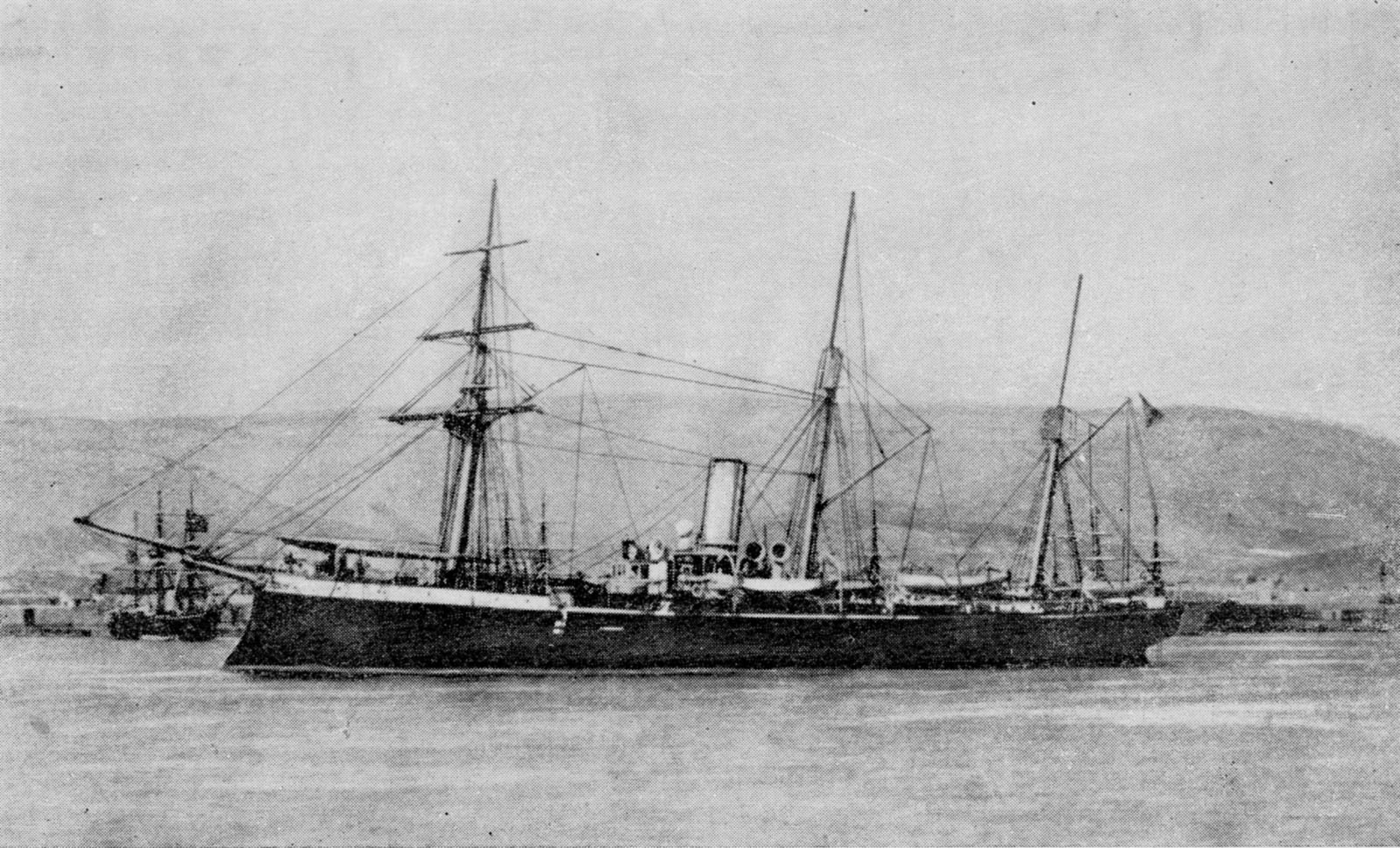
Канонерская лодка «Черноморец»

Канонерская лодка «Черноморец» строилась по чертежам удачного «Манчжура» и стала предпоследним кораблем в серии канонерских лодок типа «Запорожец», построенных для усиления Черноморского флота по программе 1881 года. Заложена 9 мая 1886 года на эллинге верфи Николаевского адмиралтейства, спущена на воду 17 августа 1887 года, вступила в строй в 1889 году.
После вступления в строй несла дипломатическую службу в иностранных портах как стационер. Заходила в греческий порт Пилос в декабре 1889 года и в апреле 1890 года.
Канонерская лодка «Черноморец» знаменита тем, что в 1890 году на ней была организована «глубокомерная Черноморская экспедиция» под руководством выдающегося русского геолога Н. И. Андрусова. Во время этой экспедиции было сделано несколько важных открытий.
В 1895 году несла постоянную службу на Средиземном море, являясь единственным русским кораблем в этом районе. Вплоть до 1900 года совершала плавания в Чёрном и Средиземном морях.
С 1901 года канонерка стала учебным судном, в том же году прошла ремонт.
25 ноября 1911 года «Черноморец» исключили из списков действующих кораблей и сдали к порту. В 1920 году канонерская лодка была затоплена при эвакуации белогвардейцев из Темрюка, а в 1921 поднята и использовалась как портовое судно. Позже была разобрана на металл.

## Командиры
- хх.хх.1890 — хх.хх.1893 — капитан 2-го ранга (с 01.01.1893 капитан 1-го ранга) Дьяченков, Валентин Елисеевич
- хх.хх.1893 — хх.хх.1894 — капитан 2-го ранга Писаревский, Сергей Петрович
- 15.05.1895 — хх.хх.1896 — капитан 2-го ранга Баль, Владимир Яковлевич
- хх.хх.1896 — 06.12.1897 — капитан 2-го ранга Щешинский, Оттон Иванович
- 06.12.1897 — хх.хх.хххх — капитан 2-го ранга Нестеренко, Владимир Фёдорович
- 12.10.1899 — 01.01.1901 — капитан 2-го ранга Сарнавский, Владимир Симонович
- 01.01.1901 — 06.12.1901 — капитан 2-го ранга Бострем, Иван Фёдорович
- 06.12.1901 — хх.хх.1903 — капитан 2-го ранга Мязговский, Александр Иванович
- 08.09.1903 — 17.04.1906 — капитан 2-го ранга Данилевский, Александр Александрович
- 17.04.1906 — 10.07.1906 — капитан 2-го ранга Родионов, Сергей Викторович
- 10.07.1906 — 02.10.1906 — капитан 2-го ранга Данилевский, Александр Александрович
- 09.10.1906 — хх.хх.1907 — капитан 2-го ранга Шельтинг, Владимир Владимирович
- хххх — хххх. — П. П. Баль
- хххх — 1911 — Геринг
- 1911 год  — И. С. Кузнецов

## Старшие офицеры
- 1887 г.1888 г. 1890—1892. М. В. Озеров
- 1895—1897. Л. А. Брусилов
- 1902—1903. В. А. Канин
- 1904 г. К. М. Зайченко